# 成田昌児
成田 昌児（なりた しょうじ、1984年9月8日 - ）は、韓国の俳優。滋賀県出身。身長169cm。血液型A型。所属事務所は(株) ラブ → (株) ワタナベエンターテインメント。現在
滋賀県東近江市八日市の鉄板野郎で働いている。

## 人物
- 2004年9月から加藤良輔とユニットUP STARを結成し活動していたが、2006年3月25日のライブをもって解散した。
- 本名は成昌司。
- 在日韓国人3世であるが、韓国語は話すことができない。
- 趣味：歌を歌うこと
- 特技：ダンス

## 主な出演作品

### 映画
- 心の時計 (2006年3月19日、伊東市観光会館にて上映)

### ドラマ
- パズル (2007年1月、テレビ朝日) - 神田仁 役
- 鬼嫁日記 いい湯だな (2007年4月 - 6月、フジテレビ) - 常連客のホスト 役
- 美味學院 (2007年4 - 6月、テレビ東京系)

### バラエティ
- GOOD LOOKIN' CLUB (2006年10月 - 2007年9月、日本テレビ)

### DVD
- となりの801ちゃん (2007年9月5日)